# Levélpirosító alma-levéltetű
A levélpirosító alma-levéltetű (Dysaphis devecta) a rovarok (Insecta) osztályában a félfedelesszárnyúak (Hemiptera) rendjébe sorolt valódi levéltetűfélék (Aphididea) családjában a valódi levéltetűformák alcsalád Macrosiphini nemzetségének egyik faja.

## Életmódja, élőhelye
Nemében szokatlan módon egygazdás faj; gazdanövénye a nemes alma (házi alma, Malus domestica) . Egy-egy vegetációs időszakban több nemzedéke is károsít.
Petéi telelnek át a kéreg repedéseiben. Az áttelelő petékből áprilisban kikelő ősanya lárvák a fiatal levelek csúcsán szívogatnak; ettől a levelek besodródnak. A fonák felé sodródó levél előbb sárgás, majd a felhalmozódó antociántól piros lesz úgy, hogy a kezdeti piros pontok idővel összeolvadnak. A besodrott levél nemcsak a ragadozóktól védi a belül szívogató tetveket, de a permetezett rovarirtóktól is.
Első nemzedékei szűznemzéssel szaporodnak, az ivaros alakok nyáron alakulnak ki. Ha sok levéltetű telepszik meg egy fán, az elhullajthatja a lombját.
Számos rovar kedvenc táplálékai. Előszeretettel eszik:
- a katicabogárfélék (Coccinellidae),
- a levéltetű-fürkészek
- a zengőlegyek (Syrphoidea),
- a fátyolkák (Neuropterida)